# Браунс, Арнольд Индрихович
Арнольд (Альфонс) Индрихович Браунс (род. 15 мая 1927, Рига) — советский хоккеист, нападающий, защитник.
Начинал играть в сезоне 1948/49 в рижском «Динамо». Сезон 1951/52 провёл в московском «Динамо», в составе которого стал бронзовым призёром чемпионата СССР. Затем отыграл в рижском клубе ещё девять лет.